# Lennart Axelsson (politiker)
Axel Börje Lennart Axelsson, född 22 juli 1952 i Nora, är en svensk politiker (socialdemokrat). Han var ordinarie riksdagsledamot 2000–2018, invald för Örebro läns valkrets.
Axelsson kommer från Nora och är vårdare till yrket.